# 沖縄県立宮古工業高等学校
沖縄県立宮古工業高等学校（おきなわけんりつ みやここうぎょうこうとうがっこう）は、沖縄県宮古島市平良字東仲宗根にある県立工業高等学校。
地元では「みやこう」というと沖縄県立宮古高等学校と間違えられるので「工業」というのが一般的。

## 学科
- 自動車機械システム科
  - 機械システムコース
  - 自動車コース
- 電気情報科
  - 電気技術コース
  - 情報技術コース
- 生活情報科
  - フードデザインコース
  - 服飾デザインコース

## 沿革
- 1968年 - 琉球政府立宮古産業技術学校として設立
- 1970年 - 宮古工業高等学校となる

## 高等学校ロボット競技大会
全国で初めてアイディアロボット競技を始めたため、校内大会で優勝するとそのまま、全国大会へ出場できる。
- 2004年 - 「高等学校ロボット競技大会沖縄県予選　アイディアロボット部門」で優勝、3位入賞。
- 2006年 - 「高等学校ロボット競技大会沖縄県予選　アイディアロボット部門」で3台がベスト8に入る。

## エコデンレース
- 2004年 - 「2004 エコデンレース全国大会ワイパーモーター部門」で初優勝。
- 2005年 - 2連覇を達成。
- 2006年 - 3連覇。これを機に校門の前の記念碑が現在の形となる。
- 2007年 - 4連覇。
- 2008年 - 優勝、準優勝。これにより5連覇を達成。
- 2009年 - ワイパーモーター部門　準優勝、一般モーター部門　5位

## 著名な卒業生
- 比嘉大吾（プロボクサー）
- 川満俊輝（プロボクサー）

## 同名校交流
- 岩手県立宮古工業高等学校